# Klement VIII.
Klement VIII. (24. února 1536 Fano u Florencie – 3. března 1605 Řím), rozený Ippolito Aldobrandini, byl papežem od 30. ledna 1592 do 3. března 1605. Pontifikát Klementa VIII. patří mezi ty nejzajímavější a nejdůležitější, neboť završuje protireformační papežství. Zároveň byl prvním barokním papežem, pro něž byla typická záliba v přepychu a v prosazování vlastní rodiny (nepotismus).

## Život
Po studiu práv na univerzitách ve Ferraře a v Bologni se mladý Ippolito Aldobrandini dostal do Říma a seznámil se s životem a politikou papežské kurie, což se mu později hodilo v diplomatické kariéře. Jako 35letý se v papežské delegaci, kterou vedl kardinál Michele Bonelli, účastnil roku 1571 jako auditor jednání mezi papežským legátem a španělským králem, které vyústilo v protiturecký spolek (ten následně porazil Osmanskou říši ve slavné bitvě u Lepanta) a kde si počínal tak obratně, že zastínil i samotného kardinála Bonelliho. Po návratu se jeho kariérní vzestup v době pontifikátu Řehoře XIII. (1572–1585) zastavil, ale již v prvním roce vlády Sixta V. (1585–1590) byl povýšen na datáře a získal kardinálský klobouk. Následujícího roku se stal velkým penitenciářem a v květnu 1588 byl pověřen zatím nejdůležitějším a pro něj osobně nejslavnějším diplomatickým úkolem, tedy usmířit Polsko a Habsburky v boji o krakovský trůn. Polsko bylo totiž od roku 1573 voleným královstvím a Habsburkové se již poněkolikáté snažili polský trůn získat. A tak jako již několikrát v minulosti došlo i po smrti Štěpána Báthoryho k dvojí volbě (procísařská strana zvolila Arnošta Habsburského, protihabsburská opozice naopak Zikmunda Vasu ze švédského panovnického rodu). Kardinálu Aldobrandinimu, tajnému protivníkovi Habsburků, se však podařil husarský kousek, když se mu za jeho pražského pobytu (6.–19. prosince 1588) podařilo získat dojem, že je na habsburské straně, přestože již v Krakově deklamoval podporu Zikmundovi III. Tímto tahem se mu podařilo zabít dvě mouchy jednou ranou, neboť zaprvé oslabil habsburskou pozici a zadruhé si zajistil prakticky absolutní věrnost Polska, které potvrdilo své postavení „pravé bašty katolické víry“ a jistého spojence Říma. Tento diplomatický úspěch fakticky zaručil Aldobrandinimu papežskou tiáru.

### Papež
Jelikož měla španělská (habsburská) strana v kardinálském kolegiu ještě stále převahu, podařilo se jí ve třech rychle po sobě následujících konkláve zamezit zvolení Aldobrandiniho a protlačit jiné kandidáty. Po pontifikátu Urbana VII. (15.–27. září 1590), Řehoře XIV. (5. prosince 1590 – 15. září 1591) a Inocence IX. (29. října – 30. prosince 1591) byl nakonec 30. ledna roku 1592 Ippolito Aldobrandini zvolen papežem. Vybral si jméno Klement VIII.
Poměrně dlouhý pontifikát Klementa VIII. (13 let) může být charakterizován 9 významnými událostmi.
1. Papežova angažovanost v tzv. patnáctileté válce mezi císařem a Turkem. V Uhrách vypukla v roce 1592 válka mezi císařem Rudolfem II. a Osmanskou říší, která trvala patnáct let. V této válce se papež velmi angažoval a podařilo se mu získat slib Madridu, že finančně císaři v Uhrách pomůže.
2. Absoluce udělená Jindřichu IV. Francouzský král Jindřich IV. Navarrský, ačkoliv se již roku 1593 zřekl hugenotské víry a následujícího roku byl slavnostně korunován v Chartres, se musel dostavit do Říma a 17. září 1595 předstoupil bosý před papeže. Ten slavnostně zbavil Jindřicha klatby[nepřesný odkaz] dotknutím proutku a přijal ho zpátky do lůna církve. Tento triumf barokního papežství v lecčems připomínal Canossu.
3. Brestlitevská unie. Již papež Řehoř XIII. poslal do Moskvy svého legáta Antonia Possevina, aby připravil půdu pro sjednocení katolické a ortodoxní církve. Jezuitu Possevina si proto vybral i Klement VIII., který ho pověřil vedením papežské delegace na synod, svolaný roku 1596 do Brestu. Na nátlak polské vlády byla většinou zástupců ortodoxní církve prohlášena dne 6. října 1596 unie mezi katolickou a pravoslavnou církví, jejíž hlavou se stal sám papež. Mimo Polsko však praktický význam neměla, neboť ji žádná z národních pravoslavných církví neuznala.
4. Připojení Ferrary. Papež si nárokoval rozhodovat o Ferrarském vévodství jako o svém lénu v boji s konkurentem, dědicem ferrarského trůnu, Donem Cesarem neváhal použít středověké metody exkomunikace a interdiktu, ale zároveň, plně v duchu renesančních papežů (Julius II.), povolal papežské vojsko z Uher, aby léno dobyl vojensky. Toho však nakonec nebylo třeba, Don Cesare se dědictví vzdal a Ferrara se nakonec stala na přelomu let 1597–1598 součástí papežského státu. Dohrou byly i protesty, přicházející z Prahy, neboť císař odmítal uznat včlenění Ferrary do Papežského státu, a to z pozice středověkého vnímání císaře jako vrchního leníka jednotlivých italských států.
5. Zprostředkování smíru mezi Francií a Španělskem. Pod vedením papežského legáta Alessandra Medici a francouzského nuncia Gonzagy („šedou eminencí“ papežské diplomacie byl v tomto případě obratný františkánský generál Fra Bonaventura Calatagirone se svým sekretářem) byl zprostředkován mír mezi Francií a Španělskem, podepsaný 2. května 1598 ve Vervins. Ostrý kontrast s jednáním o míru v Cateau-Cambrésis, kam nebyla kurie ani pozvána, nejlépe dokládá vzestup papežství na mezinárodním poli.
6. Zprostředkování smíru mezi Francií a Savojskem. Roku 1601 zprostředkoval kardinál Pietro Aldobrandini mír v Lyonu, který vyřešil dlouholetý spor mezi Francií a Savojskem o území Saluzzo.
7. Popravy nepohodlných protivníků. Hned první rok svého pontifikátu nechal popravit Troila Savelliho, aby získal jeho statky Castel Gandolfo a Rocca Priora. Dále dává stít Beatrici a Francescu z patricijského rodu Cenci, oficiálně jako trest za vraždu Franceska Cenciho, ve skutečnosti, aby kurie získala cenciovské statky. Třetí případ Aldobrandiniho zlovůle je poprava dědiců násilně usmrceného Lelia Massimia (což opět přinese kurii nějaké statky) a konečně nejznámější Aldobrandiniho obětí je světoznámý vědec Giordano Bruno, upálený na Campo de' Fiori na základě vykonstruovaného inkvizičního procesu roku 1600.
8. Rekatolizační snahy. Klementovy rekatolizační snahy jsou nejlépe vidět v politice pražských nunciů, především pak v politice Spinelliho, díky němuž se na významná místa v Českém království dostali katolíci v čele s Lobkovicem a Dietrichsteinem.
9. Vyhlášení Svatého roku 1600. Také Svatý rok 1600 patří neodmyslitelně k pontifikátu Klementa VIII. V té době údajně přijely do Říma 3 miliony poutníků. Bylo to výročí „plné přepychu a zábav“ – jak zaznamenali tehdejší kronikáři.

## Biskupská genealogie
Následující tabulka obsahuje genealogický strom, který ukazuje vztah mezi svěcencem a světitelem – pro každého biskupa na seznamu je předchůdcem jeho světitel, zatímco následovníkem je biskup, kterého vysvětil. Klement VIII. patří k linii kardinála d'Estouteville. Rekonstrukcím a vyhledáním původu v rodové linii ze zabývá historiografická disciplína biskupská genealogie.
1. kardinál Guillaume d’Estouteville
2. papež Sixtus IV.
3. papež Julius II.
4. kardinál Raffaele Sansoni Riario
5. papež Lev X.
6. kardinál Alessandro Farnese
7. kardinál Francesco Pisani
8. kardinál Alfonso Gesualdo di Conza
9. papež Klement VIII.